# Chamonix-Mont-Blanc
Chamonix-Mont-Blanc, gewoonlijk Chamonix (Savoyaards: Chamônix) genoemd, is een Franse gemeente. Het ligt in het oosten van Frankrijk, aan de voet van de Mont Blanc. De stad is een van de drukst bezochte natuurlijke, niet-culturele, toeristische bestemmingen van de wereld en noemt zichzelf de wereldhoofdstad van het alpinisme. Chamonix-Mont-Blanc telde op 1 januari 2022 8.673 inwoners.

## Geschiedenis
De vroegste vermelding van het dal van Chamonix, destijds geschreven als Chamouny, dateert van 1091. In dat jaar verleende graaf Aymon de Eerste van Genève aan de abdij van de benedictijnen van Saint-Michel de la Cluse in Piëmont de rechten om zich er te vestigen. De monniken vestigden zich op de rechteroever van de Arve en stichtten de priorij van Chamonix. Het grondgebied van de gemeente behoorde tot het hertogdom Savoye dat later in het koninkrijk Sardinië werd opgenomen. Met de Franse Revolutie werd het dal Frans grondgebied, maar kwam later weer terug bij Piëmont-Sardinië, totdat het hertogdom Savoye op 24 maart 1860 opnieuw aan Frankrijk werd toegevoegd. Daarmee werd de gemeente Chamonix op 4 april 1860 definitief Frans. De gemeente veranderde op 21 november 1921 na een akkoord met de gemeente Saint-Gervais-les-Bains, die eveneens de top van de Mont Blanc claimde, haar naam van Chamonix in Chamonix-Mont-Blanc.

## Bezienswaardigheden
Chamonix geniet vanwege een aantal bezienswaardigheden aantrekkingskracht als toeristische trekpleister, onder meer vanwege:
- De Mont Blanc, 4.807 m, de hoogste berg van West-Europa
- Het Mer de Glace (Zee van IJs) is een gletsjer aan de noordzijde van de Mont Blanc en stroomt naar de kant van het dal van Chamonix. De gletsjer is 7 km lang, 200 m diep, beweegt 120 m per jaar en ligt in een gebied van 40 km². Het is na de Aletschgletsjer de langste gletsjer in de Alpen, te bereiken met de tandradbaan Montenvers.
- Le Brévent, 2.525 m
- De Aiguilles Rouges
- De Aiguille Verte, 4.142 m
- De Aiguille du Midi, 3.842 m, de hoogste top die te bereiken is via de kabelbaan van de Aiguille du Midi. Het is gelijk het startpunt van de beroemde skiroute Vallée Blanche, die over de Géantgletsjer en de Mer de Glace tot Montenvers gaat. Met een lengte van circa 20 km en hoogteverschil van 2.800 m behoort die tot de langste skiroutes van de Alpen.
- Het Musée Alpin, gevestigd in een vroeg-20e-eeuws stadspaleis La résidence aan de Avenue Michel Croz. Het toont de ontwikkeling van Chamonix sinds de komst van de eerste toeristen tot de gouden eeuw van de wintersport. Een belangrijke collectie prenten illustreert de aanzienlijke veranderingen in de vallei tussen de 18e en 20e eeuw. Er zijn ook foto's, schilderijen, reliëfkaarten, oude voorwerpen te bewonderen en allerlei voorwerpen en afbeeldingen over het dal, de Arve en de Mont Blanc, waaronder een aquarel van het panorama Tour d'horizon depuis le sommet du Mont-Blanc van de Alpen-topograaf Paul Helbronner (1871-1938), door hem getekend aan de hand van foto's gemaakt op de top van de Mont Pelvoux, met daarop tot op grote afstand alle zichtbare omliggende Alpentoppen.

Alpenpanorama vanaf de top van Mont Pelvoux door Paul Helbronner

- Het Musée des Cristaux in de Espace Tairraz, 615 Allée Recteur Payot. Een mineralogische expositie van vondsten uit de regio, vooral fluoriet, of vloeispaat, en rookkwarts.

## Wintersporten
Rondom Chamonix wordt veel aan wintersport gedaan. Voor de reguliere skiër biedt Chamonix de afdalingen op de bergen Le Brévent en la Flégère, een mooi wintersportgebied met op de Brévent middelzware tot zeer zware pistes. De beide skigebieden zijn door een verbindingslift (Flégère/Brévent Liaison) verbonden.
Direct aan de oostrand van het dorp bevindt zich een klein skigebied, Les Planards, dat voornamelijk als oefengebied voor beginners dient. Verder noordelijk in het dal bevinden zich de skigebieden Grand Montets en Domain de Balme. Naar dit laatste gaan gondelverbindingen vanuit Le Tour 1480 m en Vallorcine 1260 m. Het skigebied en het dorp in het dal van Chamonix zijn door een skibus via de lijn Saint-Gervais-Vallorcine bereikbaar.
- Chamonix was in 1937 en 1962 gastheer van de wereldkampioenschappen alpineskiën.
- De eerste Olympische Winterspelen, in 1924, werden er gehouden.
- De wereldkampioenschappen biatlon voor vrouwen zijn in 1984 en 1988 in Chamonix georganiseerd.

## Geografie
Chamonix-Mont-Blanc is qua oppervlakte een van de grootste gemeentes van Frankrijk. De oppervlakte van Chamonix-Mont-Blanc bedroeg op 1 januari 2022 116,53 vierkante kilometer; de bevolkingsdichtheid was toen 74,4 inwoners per km².
Chamonix ligt in een dal, dat van noordoosten naar het zuidwesten loopt. Het Mont Blancmassief ten zuidoosten van Chamonix. De bergkam van de Aiguilles Rouges ligt ten noordwesten van Chamonix, aan de andere kant van het dal. Er loopt een rivier door het dal, de Arve. De gletsjer vulde in de laatste ijstijd het hele dal.
Er liggen zestien dorpen en gehuchten op het grondgebied van Chamonix: le Tour, Montroc, le Planet, Argentière, les Chosalets, le Lavancher, les Tines, les Bois, les Praz de Chamonix, Chamonix-Mont-Blanc, les Pècles, les Mouilles, les Barrats, les Pélerins, les Gaillands, les Bossons.
In de gemeente Magland, 23 kilometer ten westen van Chamonix-Mont-Blanc ligt een gehucht met dezelfde naam Chamonix. De naamswijziging in 1921 van Chamonix naar Chamonix-Mont-Blanc zorgde ervoor dat verwarring tussen beide dorpen in de Haute-Savoie beperkt bleef, maar moest vooral als marketing dienen voor het vroege toerisme.
De spoorwegstations Montroc-le-Planet, Chamonix-Aiguille-du-Midi en Chamonix-Mont-Blanc liggen in de gemeente. De stations liggen aan de Saint-Gervais-les-Bains-Le Fayet - Vallorcine.

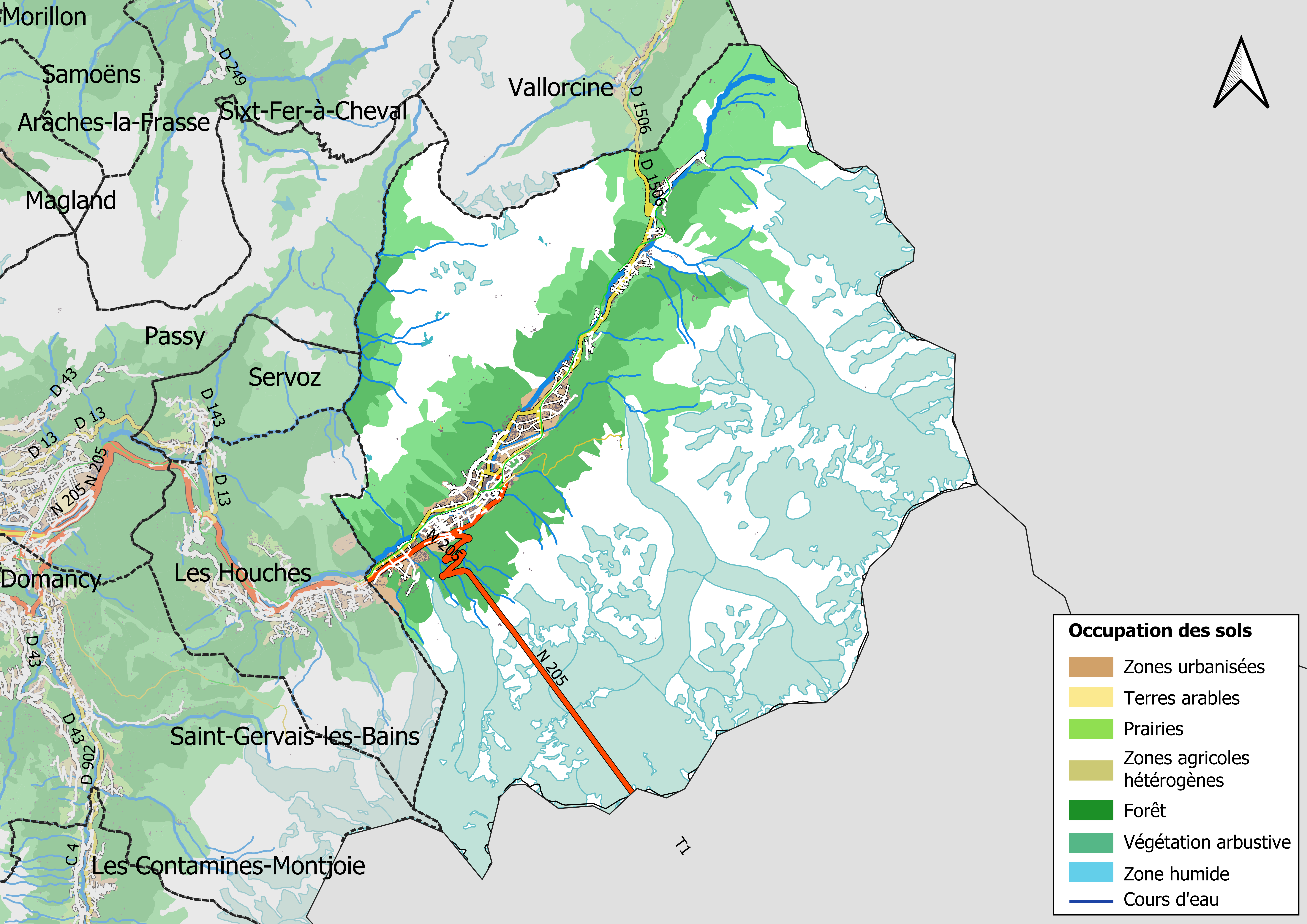
Kaart van de gemeente met de belangrijkste infrastructuur, bodemgebruik en omliggende gemeenten

## Demografie
Onderstaande figuur toont het verloop van het inwonertal, bron: INSEE-tellingen.

## Galerij

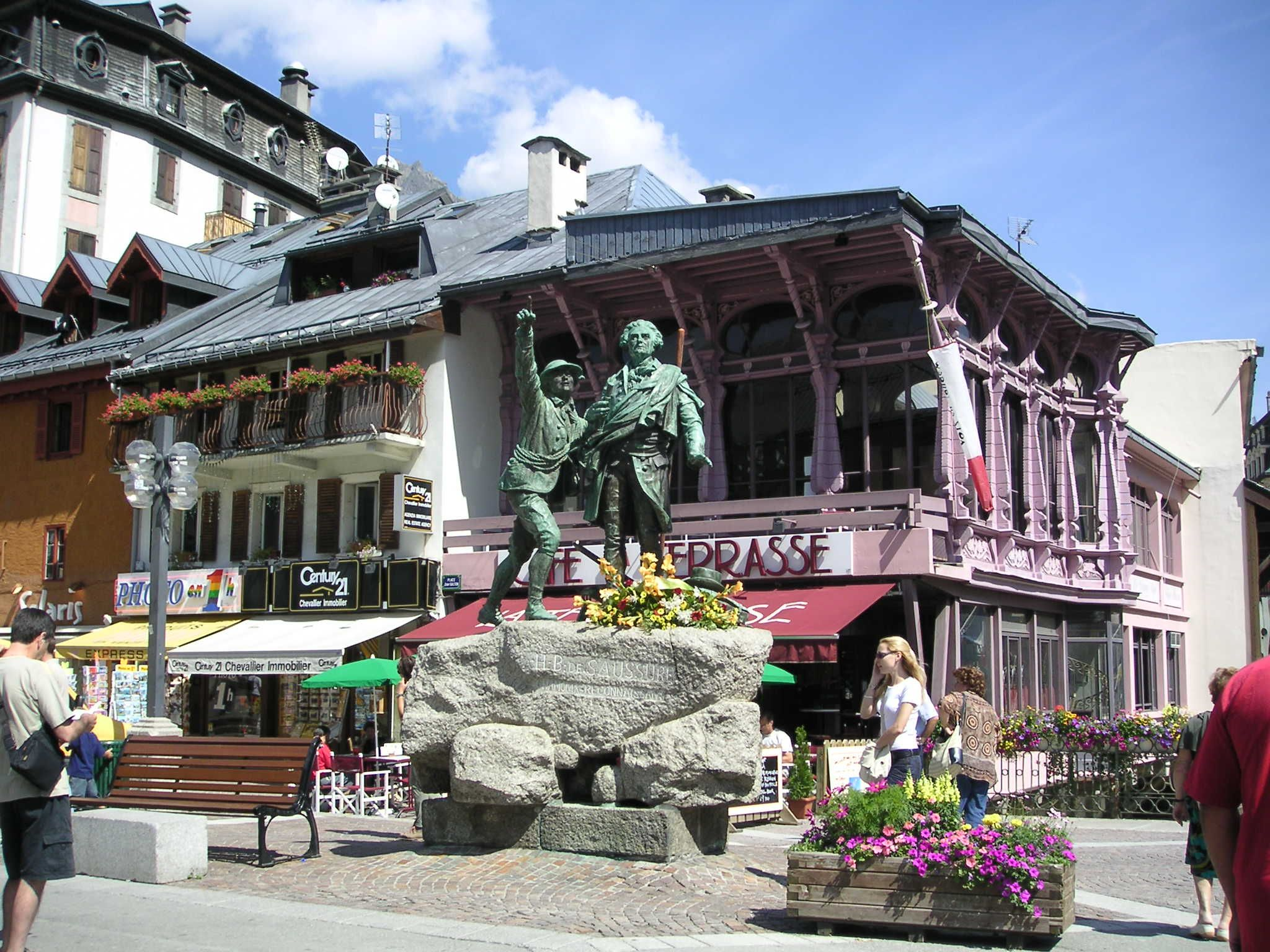
Het centrum van Chamonix
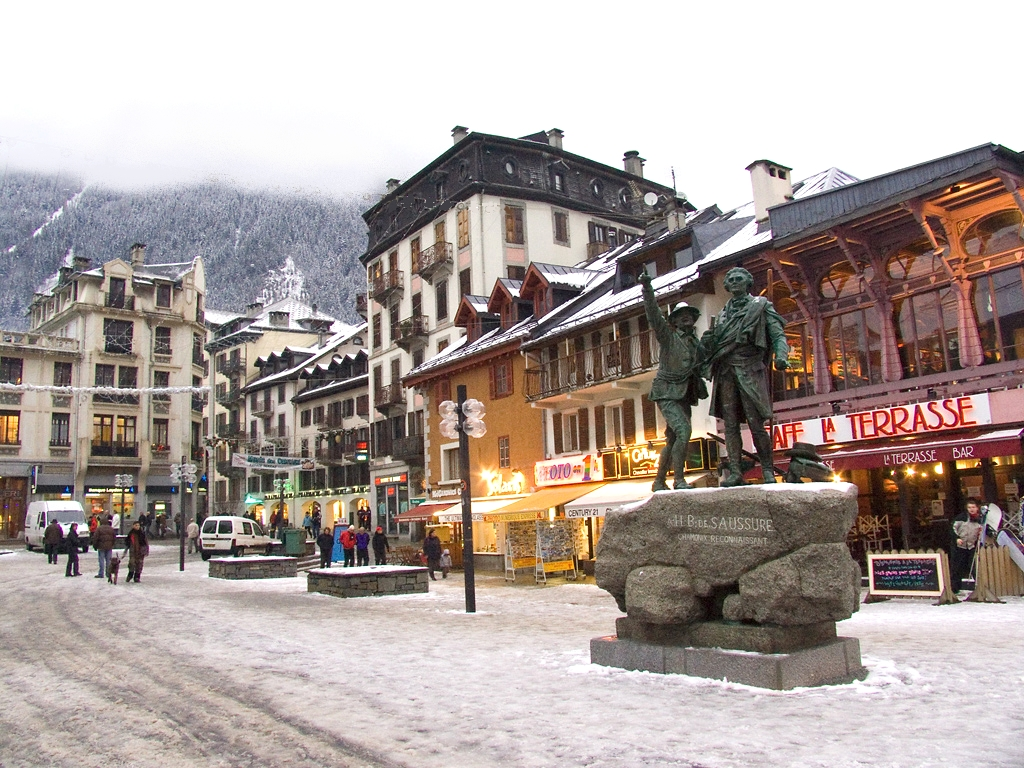
Het centrum
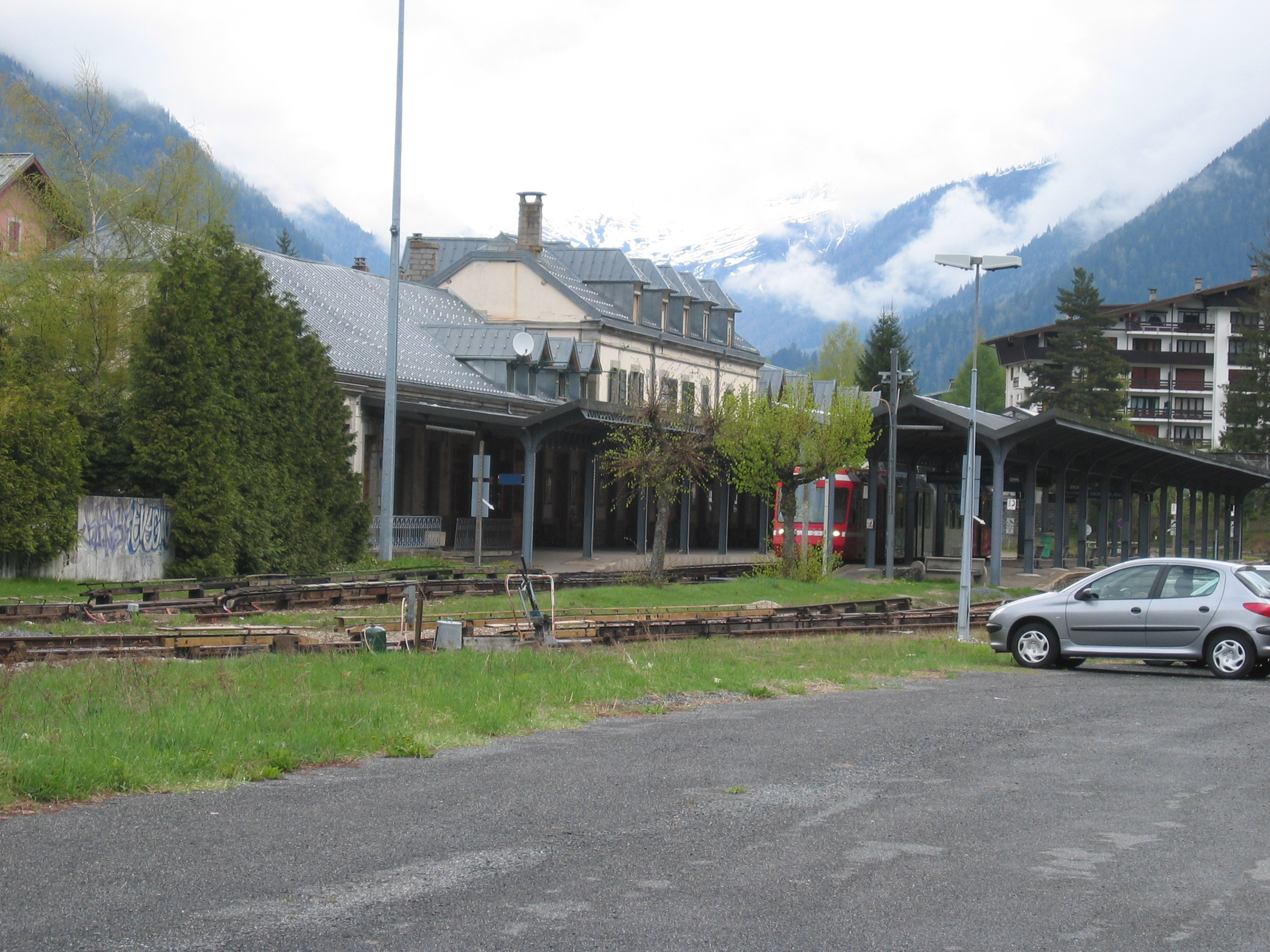
Station in Chamonix
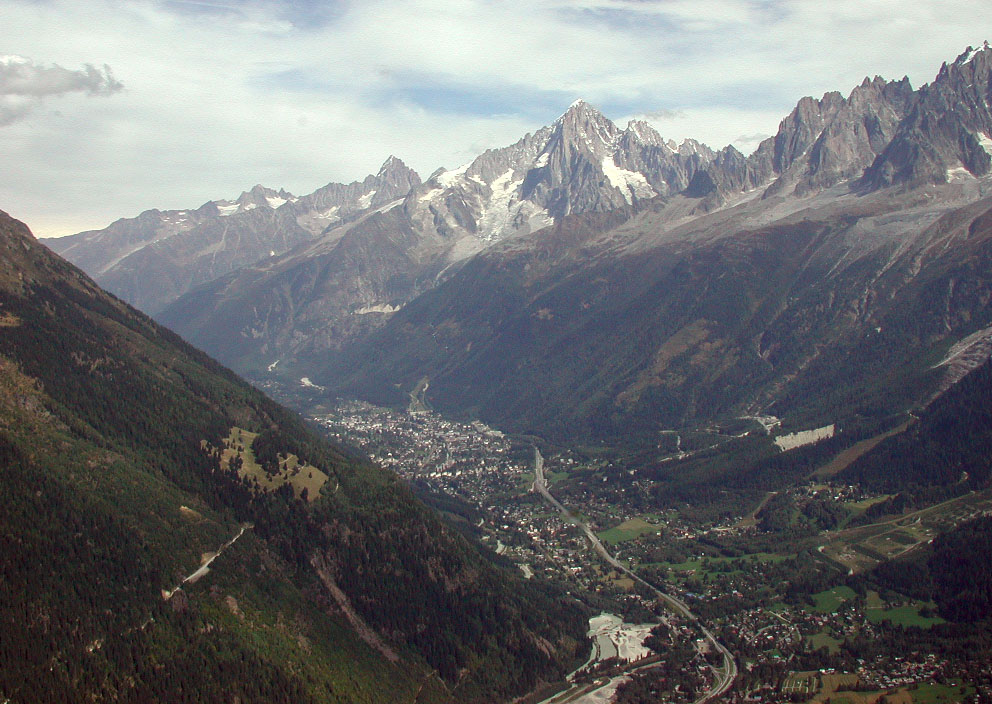
De vallei waarin Chamonix ligt
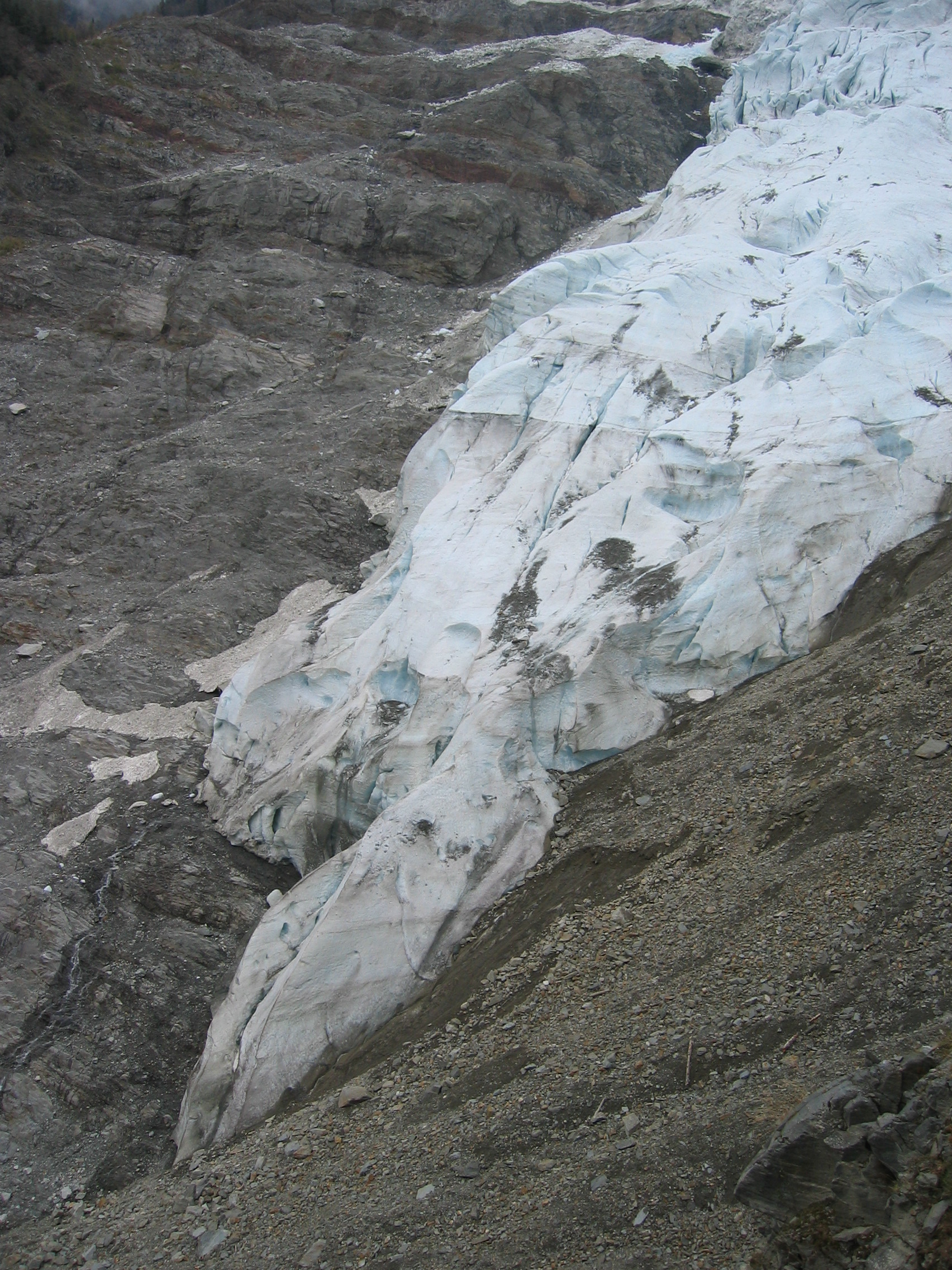
De Glacier de Bossons, zijaanzicht

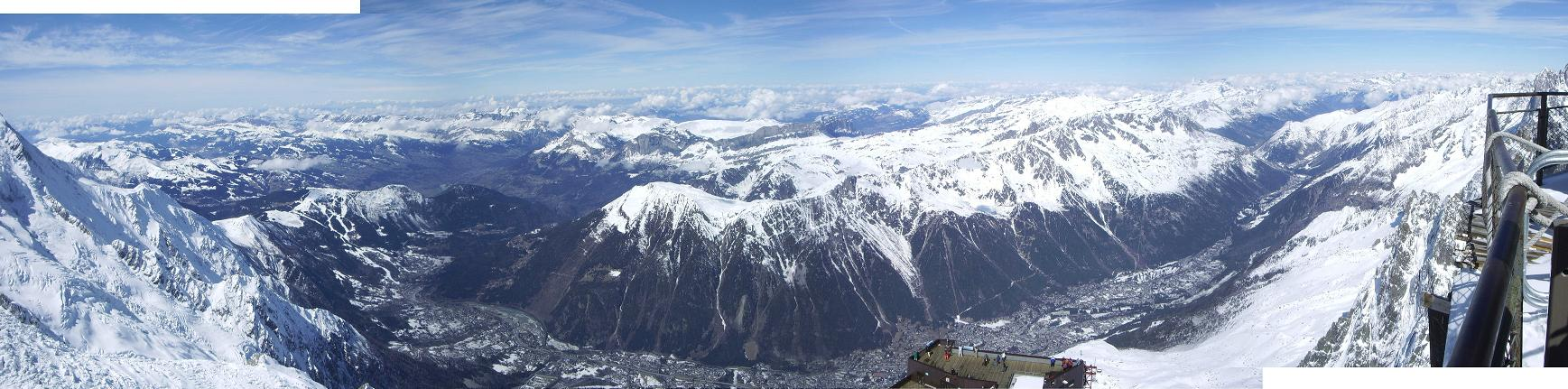
Panorama van de vallei van Chamonix, gezien vanaf de Aiguille du Midi

## Bekende inwoners

### Geboren
- Peter McLane (1945), zanger

### Overleden
- Michel Paccard (1757-1827), arts, botanicus en alpinist
- Jacques Balmat (1762-1834), berggids
- Oscar Cullmann (1902-1999), theoloog

## Websites
- Chamonix.net
- Meteo Chamonix